# Parafia św. Andrzeja Apostoła w Lubowidzu
Parafia pw. św. Andrzeja Apostoła w Lubowidzu – parafia rzymskokatolicka należąca do dekanatu żuromińskiego, diecezji płockiej, metropolii warszawskiej.

## Obszar parafii

### Miejscowości i ulice
W granicach parafii znajdują się miejscowości:

- miasto Lubowidz
- Bądzyn,
- Biały Dwór,
- Cieszki,
- Dziwy,
- Galumin,
- Łazy,
- Pątki,
- Rzężawy,
- Sztok,
- Żelaźnia.